# The Healing Component
The Healing Component ist das Debütalbum des US-amerikanischen Rappers Mick Jenkins. Es erschien am 23. September 2016 über das Label Cinematic Music Group.

## Titelliste
1. The Healing Component – 5:02
2. Spread Love – 3:53
3. Daniel's Bloom – 3:40
4. Strange Love – 6:08
5. This Type Love? – 2:24
6. Drowning (feat. BadBadNotGood) – 6:00
7. As Seen in Bethsaida (feat. theMIND) – 2:47
8. Communicate (feat. Ravyn Lenae) – 3:57
9. Plugged – 3:55
10. 1000 Xans (feat. theMIND) – 3:15
11. Prosperity (feat. theMIND) – 4:44
12. Fall Through – 3:53
13. Love, Robert Horry (feat. J-Stock) – 3:36
14. Angles (feat. Noname und Xavier Omar) – 4:23
15. Fucked Up Outro (feat. Michael Anthony) – 4:51

## Rezeption

### Charts
The Healing Component erreichte Platz 110 der US-amerikanischen Billboard 200. Bereits nach einer Woche verließ es die Album-Charts der Vereinigten Staaten wieder.

### Kritik
Die E-Zine Laut.de bewertete The Healing Component mit vier von möglichen fünf Punkten. Aus Sicht des Redakteurs Thomas Haas behalte Jenkins lyrisch „stets die übergeordneten Zusammenhänge im Blick.“ So rappe er „über Liebe zu sich selbst […], Liebe zur Familie, zu Freunden, zu Gott, zur eigenen Kultur oder schlicht zum Gegenüber.“ Mit dem Stück Drowning leiste Mick Jenkins „einen wichtigen und gleichzeitig bisher besten musikalischen Beiträge zur amerikanischen Debatte um Polizeigewalt und institutioneller Rassendiskriminierung.“ Diesen „gewaltigen Standard“ halte das Album jedoch „nicht die komplette Zeit über durch.“ Die „ständig wiederkehrenden gesprochen Skits und Outros“ entschleunigen The Healing Component zu sehr. Musikalisch werden die Lieder Communicate und As Seen In The Bethsaida hervorgehoben. Dennoch halte das Mixtape The Water[s] die „noch dringlicheren dunklen Momente“ und die EP Waves die „smootheren Hooks und Bridges“ bereit.

### Bestenliste
In der Liste der besten „Hip Hop-Alben des Jahres“ 2016 von Laut.de wurde The Healing Component auf Rang 21 platziert. So spiele die „abermals teils düstere, immer stimmungsvolle Mischung aus Hip Hop, Jazz und Neo-Soul“ eine „übergeordnete Rolle“ auf dem Debütalbum des Rappers. Dabei werde „ein äußerst rundes Soundbild“ durch „großartige Lyrics und mitreißende Hooks“ vervollständigt.